# The Life of David Gale
La vida de David Gale es una película de 2003, del género drama, dirigida por Alan Parker. Protagonizada por Kevin Spacey, Kate Winslet y Laura Linney en los papeles principales.Trata sobre la pena de muerte en Texas.

## Argumento
David Gale (Kevin Spacey) es un profesor en Texas sentenciado a muerte por la violación y asesinato de Constance Harraway (Laura Linney). Faltando pocos días para su ejecución, su abogado Braxton Belyeu (Leon Rippy) negocia una entrevista entre David y Bitsey Bloom (Kate Winslet), una periodista de una importante revista de noticias que posee la reputación de guardar secretos y proteger sus fuentes, por medio millón de dólares para que David pueda contar su historia. La revista envía a Bitsey en compañía de Zack Stemmons (Gabriel Mann) a la penitenciaría en Texas. La entrevista se realiza durante los tres días previos a su ejecución y, a través de flashbacks, David cuenta a Bitsey cómo terminó en el corredor de la muerte.
Durante el primer día de la entrevista, comienza a relatar su historia: David fue jefe del departamento de filosofía de la Universidad de Austin y miembro activo de DeathWatch, un grupo sin ánimo de lucro que lucha en contra de la pena de muerte. Cuando termina una de sus clases, Berlín (Rhona Mitra), una atractiva pero pésima estudiante de su curso, le insinúa favores sexuales a cambio de aprobar su materia, lo que David rechaza sutilmente y la invita a esmerarse más en sus estudios. Las directivas de la universidad, en víspera de graduación de sus estudiantes, expulsan a Berlín debido a su bajo rendimiento académico. 
Ya en la fiesta de graduación, David se emborracha, tras lo cual Berlín lo seduce y mantienen relaciones sexuales. Al día siguiente, le confiesa su aventura a Constance Harraway, amiga íntima y también miembro de DeathWatch. Ese mismo día, se presenta a un debate televisado con el gobernador de Texas y se desestabiliza cuando no puede demostrar la inocencia de, al menos, un hombre que fuese sentenciado a muerte durante el mandato del gobernador. A la salida del debate, David es arrestado y acusado de violación por Berlín.
En el presente, Bitsey, en compañía de Zack, investiga el caso de David dirigiéndose a la casa de Constance Harraway, donde fue hallada muerta, que se ha convertido en un culto al asesinato y está dirigida por Nico (Melissa McCarthy). Bitsey y Zack son perseguidos varias veces en su automóvil por un vaquero en una camioneta.
En el segundo día de la entrevista, David continúa su historia. Sostiene que, debido a falta de pruebas, la acusación de violación es retirada, pero su reputación se vio afectada al punto que la universidad toma la decisión de despedirlo; su esposa le pide el divorcio y se muda con su hijo a España, poniendo en venta la casa donde vivían; y los directivos de DeathWatch expulsan a David de la organización. David consigue un trabajo y se va a vivir a un apartamento, donde pasa sus penas embriagándose. Una mañana visita a Constance y le comenta lo pésima que va su vida, cuando de repente ella pierde el conocimiento. En el hospital, la enfermera le informa a David que Constance padece de Leucemia.
Culminado el día de la entrevista, Bitsey se dirige a su dormitorio y encuentra una videocasetera titulada “Para Bitsey Bloom”; en el vídeo se observa a Constance tirada en el suelo, desnuda, atada de pies y manos, y con una bolsa en la cabeza asfixiándose. Bitsey se conmueve profundamente al ver el video.
Mientras Bitsey entrega el vídeo a Braxton y toma camino al último día de su entrevista, Zack aprovecha la oportunidad para seguir al vaquero en la camioneta, que se revela como Dusty Wright (Matt Craven), un supuesto amante y colega de Constance, de quien sospecha que es el verdadero asesino.
David culmina su historia: Constance sigue luchando por la causa de DeathWatch para salvar a un condenado, pero no lo logra, frustrándose aún más. Ya en la noche, David y Constance comparten experiencias de sus vidas y tienen relaciones sexuales. Al día siguiente, se observa a Dusty entrar a la casa de Constance. David merodea por varios lugares, incluyendo su antigua casa, y termina durmiendo en su coche hasta que llega la policía a capturarlo. La evidencia física en la escena del crimen de Constance apunta a David, quien es declarado culpable de violación y asesinato y sentenciado a muerte.
Terminada la entrevista, Bitsey le recrimina por no haberse defendido mejor y por contar su historia muy tarde, pero David le dice que puede contar con ella y que sabe que llegará a la verdad del asesinato. A raíz del vídeo y de la autopsia del cuerpo de Constance (que supone que se vio obligada a tragarse la llave de las esposas utilizadas para contenerla, una técnica de tortura psicológica que David y Constance habían protestado en contra), Bitsey sugiere que David ha sido incriminado y que Constance había cometido un elaborado suicidio para parecer un asesinato.
Decidida a descubrir la verdad, Zack distrae a Dusty para que Bitsey entre en su casa y encuentre el vídeo faltante. El vídeo revela que Constance se suicidó mientras Dusty hacía de cómplice, lo que implica que incriminaron a David como parte de un plan para desacreditar la pena de muerte al conspirar para ejecutar a una persona inocente y, posteriormente, revelar pruebas de las circunstancias reales.
Una vez que encuentra esta evidencia, a horas de la ejecución programada de David, Bitsey intenta entregar la cinta a las autoridades a tiempo para detener la ejecución justo cuando el director anuncia la muerte de David. La cinta es posteriormente publicada por medios locales, causando un alboroto político sobre la ejecución de un hombre inocente.
Más tarde, Dusty recibe el pago de la entrevista y se la entrega a la exesposa de David en España, junto con una postal de Berlín en San Francisco, disculpándose y confesando que la acusación de violación fue falsa. Su exesposa se ve angustiada, sabiendo que David le dijo la verdad y que le robó a su hijo.
Tiempo después, Bitsey recibe un paquete que contiene el peluche del hijo de David y por dentro hay una cinta de vídeo titulada "Fuera de registro". El vídeo se muestra como una extensión al vídeo encontrado en la casa de Dusty, mostrando a David, también presente y parte del suicidio, que acaricia el cuerpo de Constance, dejando deliberadamente sus huellas dactilares en la bolsa de plástico en el proceso. La escena final muestra a Bitsey conmovida y aturdida con la revelación que también el propio David era cómplice y se sacrificó junto a Constance para desacreditar la pena capital.

## Reparto
- Kevin Spacey: David Gale
- Kate Winslet: Bitsey Bloom
- Laura Linney: Constance Harraway
- Gabriel Mann: Zack Stemmons
- Matt Craven: Dusty Wright
- Jim Beaver: Duke Grover
- Leon Rippy: Braxton Belyeu
- Rhona Mitra: Berlín
- Melissa McCarthy: Nico